# Лаво, Франк
Франк Лаво (фр. Franck Lavaud; 1903—1986) — государственный и военный деятель Гаити, генерал. Дважды был временным президентом Гаити и в это же время возглавлял военную хунту вместе с Полем Маглуаром и Антуаном Лево (11 января — 16 августа 1946; 10 мая — 6 декабря 1950).

## Биография
Франк Лаво родился 16 февраля 1903 года в Жереми. Обучался в Военной академии, в 1929 году  произведён в лейтенанты. В 1944 году президент Эли Леско произвёл его в полковники и назначил начальником Гвардии (название гаитянской армии в то время), а в 1946 Лаво назначили начальником Генерального штаба, сделав фактически командующим гаитянскими вооружёнными силами.
В 1946 году начались протесты против президентства Леско. Президент приказал полковнику Лаво подавить выступления, а после отказа Лаво сделать это издал приказ второму по старшинству офицеру Гвардии, полковнику Антуану Лево (Antoine Levelt), арестовать Лаво. Вместо этого Лаво, Лево и посол США в Гаити Орме Вилсон-младший на секретном совещании в тот же день решили отстранить президента от власти. Президент под угрозой жизни был вынужден согласиться с этим и был помещён под домашний арест, после чего вскоре был насильно выслан в Майями.
После свержения Леско он, как офицер высшего ранга, стал председателем Исполнительного Военного Комитета, в который наряду с ним входили Поль Маглуар и Антуан Лево. Комитет распустил Конгресс и назначил новые парламентские выборы на май. Кроме того, Комитет пообещал провести президентские выборы и передать власть избранному президенту. Члены комитета рассматривали возможность не выполнять свои обещания, но давление общественности и многотысячные демонстрации в поддержку потенциальных кандидатов вынудили офицеров провести выборы. Лаво занимал должность временного президента до 16 августа 1946 года, когда он передал власть вновь избранному президенту Дюмарсе Эстиме.
В 1950 году Эстиме, стремясь выиграть выборы 1952 года, решил изменить конституцию, в результате чего вошёл в противоречие с Сенатом и издал указ о его роспуске. 8 мая был издан указ о роспуске Сената , при этом Лаво и Лево встали на сторону президента, а Маглуар высказался резко против, попросив уволить его из армии. Эстиме издал указ об аресте Маглуара, однако против президента выступили одновременно Сенат, Маглуар и часть генералов, а также начальник полиции Гаити Проспе (Prosper). В результате, после переговоров, Лаво перешёл на сторону Сената и лично пришёл в правительственную типографию, чтобы остановить печать указа о роспуске Сената. После того как в поддержке Эстиме отказал американский посол, он оказался в полной изоляции и 10 мая был вынужден подписать заявление о своей отставке, которое подготовил для него Лаво. Лаво, как главнокомандующий вооружёнными силами, стал председателем Правительственной хунты, однако, в отличие от своего первого президентства, в этот раз он уступил фактическое лидерство Маглуару. 
Отстранение Эстиме создало вакуум власти, и для своей легитимизации Хунте требовалось провести выборы. Прежде всего она убрала из правительства  всех сторонников бывшего президента, но, что более важно, Хунта ввела на Гаити всеобщее избирательное право для мужчин. Новый режим был признан Соединёнными Штатами Америки 5 июня, а 8 октября 1950 года хунта организовала первые на Гаити всеобщие президентские выборы, в которых Лаво участвовать отказался. Президентом был избран полковник Поль Маглуар, обладавший непререкаемым авторитетом в армии, который ради выборов формально покинул хунту. 6 декабря 1950 года Лаво официально передал президентство Маглуару. Четырнадцать дней спустя был уволен из армии.
Почти сразу начинается отчуждение между новой властью и Лаво. В мае 1951 года был назначен на дипломатическую работу во Францию, однако вскоре подал в отставку, когда ему приказали посетить Нью-Йорк в качестве представителя Гаити при ООН, не проведя с ним предварительных консультаций. В отставке жил во Франции, где и умер.